# Marlothistella uniondalensis
Marlothistella uniondalensis är en isörtsväxtart som beskrevs av Schwant. Marlothistella uniondalensis ingår i släktet Marlothistella och familjen isörtsväxter. Inga underarter finns listade i Catalogue of Life.